# Giorgio Colombo Taccani
Giorgio Colombo Taccani (Milano, 25 febbraio 1961) è un compositore e didatta italiano.

## Biografia
Ha compiuto gli studi al Conservatorio G. Verdi di Milano sotto la guida di Pippo Molino e Azio Corghi, e nello stesso istituto si diploma in composizione e pianoforte; in seguito si perfeziona con Franco Donatoni all'Accademia nazionale di Santa Cecilia e con György Ligeti, partecipando a un seminario dell'IRCAM (Parigi) dedicato all'informatica musicale. Si laurea in lettere moderne all'Università Statale di Milano sotto la guida di Francesco Degrada. Attivo anche come musicologo, la sua tesi di laurea su Bruno Maderna riceve nel 1993 il Premio Missiroli. Ha insegnato composizione alla Civica scuola di musica di Milano, mentre dal 1999 è titolare della classe di composizione presso il Conservatorio G. Verdi di Torino.

## La musica
La sua musica è stata spesso premiata in numerosi concorsi internazionali tra cui il Premio Valentino Bucchi (Roma), il Concurso de Composición Francesc Civil a Gerona (Spagna), etc. Ha avuto numerose esecuzioni in Italia e all'estero. 
Il linguaggio di Colombo Taccani si caratterizza per il recupero di stilemi formali delle Neoavanguardie novecentesche e per il rifiuto dei moduli compositivi propri dei neoromantici. Le sue partiture sono edite da Suvini Zerboni (Milano).

## Opere

### Brani per strumento solo
- Due studi per pianoforte (1984-2000)
- La notte viene col canto per pianoforte (1990)
- On the Edge per flauto (1990)
- Dedica con eco per violoncello (1990-2000)
- Einsam per flauto (1993)
- Adagio per flauto basso (1994)
- Soleil levant per flauto basso (1994)
- Veglia per violoncello (1994-2000)
- Recitativo per fisarmonica (1997-1998)
- Mit Äxten spielend per sassofono basso (1999)
- Aria di Sortita per fisarmonica (2001)
- Presagio per corno inglese (2001)
- Un nuovo presagio per marimba (2002)
- Golem per clarinetto contrabbasso (2004)
- No Time Zone per clarinetto basso (2005)

### Musica da camera
- Di passaggio per flauto, oboe, clarinetto e fagotto (1987)
- Parade per clarinetto, oboe e chitarra (1989-1990)
- Al ritorno per quartetto d'archi (1989-1991)
- Parade versione per flauto, clarinetto e chitarra (1989-1997)
- Acquamarina per flauto, oboe, clarinetto, corno, pianoforte, violino, viola, violoncello (1990)
- Chanson de Geste per flauto in sol, clarinetto, arpa, violoncello (1990)
- ... De Geste per flauto in sol, clarinetto, fagotto, pianoforte, violino, viola e violoncello (1990-1992)
- Eco per clarinetto, viola e violoncello (1991)
- Aus tiefer Not per flauto, clarinetto basso, pianoforte e percussioni (1992)
- Herbstseele per contrabbasso e quartetto d'archi (1993)
- Light Garden per flauto (anche flauto in sol), violino e percussioni (1993)
- Parade II per flauto, clarinetto, chitarra, violino e violoncello (1993)
- Stone Horizon per flauto basso, clarinetto basso, marimba e arpa (1994)
- Il sorriso del mondo per voce recitante, oboe e quartetto di tromboni, testo di Gian Luca Favetto (1995)
- Richiamo da lontano per flauto e clarinetto (1995)
- Terzo Quartetto per quartetto d'archi (1995-1996)
- Hommage per flauto, clarinetto, chitarra, violino, violoncello (1996)
- Ishtar per pianoforte a quattro mani (1996)
- Dedalo per flauto e percussioni (1996-2001)
- Trio ( ... das ist die kühle Nacht) per violino, violoncello e pianoforte (1996/2003)
- Arcadia per flauto, arpa e viola (1997)
- Luz per flauto e violino (1997-2003)
- Hecate's Farewell per clarinetto, clarinetto basso, trombone basso, marimba, violoncello, contrabbasso (1998)
- Stati d'animo (omaggio a Umberto Boccioni) per 2 pianoforti e percussioni (1998)
- Stati d'animo (omaggio a Umberto Boccioni) versione per un pianoforte e un percussionista (1998-2001)
- Diario di viaggio per violino e fisarmonica (1999)
- Les feuilles douces per ensemble (2000)
- Secondo diario di viaggio per sassofono contralto e 2 fisarmoniche (2000)
- Ledi (per non dire il Macbeth) per voce recitante e ensemble, testi di Vittorio Sermonti (2000-2001)
- Il mare immobile per 3 flauti dolci bassi (2001)
- Terraferma per flauto, violino, viola e pianoforte (2001)
- Timor Panico per ensemble (2001)
- En soledad per clarinetto, sassofono contralto, pianoforte, violino e violoncello 2002)
- Silene per flauto, corno inglese e chitarra (2002)
- Sin Sueño - terzo diario di viaggio per pianoforte e fisarmonica (2002)
- Spectrum per corno inglese e sassofono basso (2002)
- Vespri per ensemble(2002)
- Cantabile per controfagotto, violoncello e contrabbasso (2003)
- Dichters Genesung per flauto dolce contralto e clavicembalo (2003)
- Le strade di Melpomene per ensemble (2003)
- Tre variazioni di un ottobre lontano per ensemble (2003)
- Der Leiermann per ensemble (2004)
- Le retour du Golem per sassofono baritono, clarinetto contrabbasso e pianoforte (2004)
- Unquiet Wing per viola solista e ensemble (2004)
- Der Robertmann per ensemble (2005)
- Prologo e commiato per clarinetto, percussioni, violino, viola e violoncello (2005)
- Canti del Disgelo per contrabbasso e pianoforte (2022)

### Musica vocale
- Te lucis ante per soprano, organo e quartetto d'archi su testo liturgico (1992)
- Puer Apuliae per soprano, voce recitante, flauto, clarinetto, arpa, violino, violoncello (1994)
- Il ritorno a casa per voce recitante, coro femminile, clarinetto, percussioni e quartetto d'archi (1995)
- La Belle Dame sans Merci per soprano e clavicembalo, testo di John Keats (1998)
- La Belle Dame sans Merci versione per soprano, flauto, oboe, clarinetto, percussioni, pianoforte, violino, viola e violoncello (1998-2001)
- No Concealing of Fire per soprano, flauto, oboe, clarinetto, fagotto, marimba, chitarra, arpa e quartetto d'archi su cinque Songs di Henry Purcell (1999)
- Sotto stelle autunnali per tre voci femminili o coro femminile, testo di Georg Trakl (1999)
- Lied per ottoni, percussioni, mezzosoprano, coro misto, archi e strumenti a fiato fuori scena,  testi di Annette von Droste-Hülshoff, Friedrich Hölderlin e Rainer Maria Rilke (1999-2003)
- Auge der Zeit per mezzosoprano, flauto dolce, violino, percussioni, fisarmonica e pianoforte, testo di Paul Celan (2001)
- Abend der Worte per soprano e pianoforte, testo di Paul Celan (2003)
- Nox, Tellus per voce femminile, testi di Ovidio (2004)
- Oceano Deus per coro misto a otto voci, testi di Luis Vas de Camões (2004-2005)

### Musica orchestrale
- Abendlied per orchestra (1991-1993)
- Memoria per orchestra (1995-1997)
- Serenata per orchestra d'archi (2005)

### Musica elettronica (con o senza strumenti)
- Notturno per flauto in sol e nastro magnetico (1991-1993)
- Il soldato Bettini  "radiofilm" su testo di Gian Luca Favetto (1993)
- Secondo Notturno per nastro magnetico (1993-1995)
- Chant d'Hiver per violino e nastro magnetico (1995)
- Eris per corno inglese, clarinetto basso, fagotto e elettronica (1996)
- Kyrie per trombone e elettronica (1998)
- Le notti bianche per clarinetto, viola e elettronica (2002)

## Discografia
- Nuove composizioni per strumenti a fiato CD Fonè 92 F 05, contiene On the edge, Stefano Agostini (flauto).
- Couleurs d'Italie CD Musica 97/1, contiene Chant d'hiver, Etienne Kreisel (violino).
- Berlingot CD BMA 98, contiene Parade II, Ensemble Berlingot Musique d'aujourd'hui.
- Contemporanea 2001 CD Taukay 121, contiene Timor Panico, Taukay Ensemble, direttore Paolo Longo.
- AldaMicioMusic CD Cemat 2002, contiene ...Quelli che restano da Due studi per pianoforte, Mauro Castellano (pianoforte).